# Walt Disney Animation Studios
Die Walt Disney Animation Studios (früher auch unter Namen Walt Disney Feature Animation, Walt Disney Productions und Disney Brothers Cartoon Studio) sind ein US-amerikanisches Animationsfilm- und Zeichentrickfilmstudio, das Animations- und Trickfilme, bzw. -Fernsehserien für die The Walt Disney Company produziert. Das Studio hat seinen Hauptsitz in Burbank im Bundesstaat Kalifornien, Vereinigte Staaten. Das Tochterunternehmen DisneyToon Studios, ebenfalls unter der Leitung von Catmull und Lasseter, war auf die Produktion von Direct-to-Video-Filmen spezialisiert.

## Geschichte
Nachdem Walt Disneys erstes Animationsstudio Laugh-O-Gram 1923 in Konkurs gegangen war, zog er nach Hollywood und gründete dort mit seinem Bruder Roy das Disney Brothers Cartoon Studio. Dieses sollte der Ausgang für Disneys Erfolge werden – hier entstanden die Alice-Serie, Micky Maus, die Silly Symphonies-Filme, Donald Duck und viele andere.
Mit dem ersten abendfüllenden Zeichentrickfilm Schneewittchen und die sieben Zwerge begannen die „Goldenen Jahre der Animation“. Über Jahrzehnte hinweg prägten die Disney-Studios die Zeichentricklandschaft und die verwendete Technik. Obwohl sich Walt Disney selbst ab den 1950ern verstärkt dem Realfilm und Fernsehen zuwandte, konnte mit einer Wegwendung von den klassischen Disneyfiguren und Hinwendung zu anderen Stoffen noch Erfolg erzielt werden – so mit 101 Dalmatiner, Winnie Puuh oder Das Dschungelbuch.
Nach Disneys Tod übernahm Woolie Reitherman die Animationsabteilung und konnte mit Bernard und Bianca – Die Mäusepolizei 1977 wieder einen großen Erfolg sowie eine Oscarnominierung erreichen. Im September 1979 verließen jedoch die Zeichner Gary Goldman und John Pomeroy und der Drehbuchautor Don Bluth das Studio und gründeten eine eigene Produktion, die in den 1980ern Disney starke Konkurrenz machen sollte. Die verbliebenen Mitarbeiter konzentrierten sich auf die Fertigstellung von Taran und der Zauberkessel, der auf ein älteres Publikum abzielte und die neuen Talente aus Disneys Kaderschmiede präsentieren sollte – unter ihnen John Lasseter und Tim Burton. Lasseter wurde jedoch 1983 gefeuert, da er die Verwendung von Computeranimation propagierte, was die Verantwortlichen ablehnten. Auch Burton wurde 1984 nach der Fertigstellung von Frankenweenie entlassen, da der Film von Disney als zu verängstigend und kinderuntauglich wahrgenommen wurde. Zur selben Zeit tobte in den Führungsetagen der Walt Disney Company ein Machtstreit zwischen den Erben Disneys. Taran und der Zauberkessel erschien schließlich 1985 und wurde bei Produktionskosten von 25 Millionen Dollar – den bis dahin höchsten – ein Flop. Der neue CEO Michael Eisner überlegte, die Animationssparte komplett zu schließen, was der Aufsichtsratsvorsitzende Roy E. Disney gerade noch verhindern konnte. Eisner setzte Roy Disney daraufhin als Leiter der Animationsabteilung ein. Dieser setzte sich das Ziel, die Animationstradition der Firma zu erneuern. 1986 wurde die Sparte in Walt Disney Feature Animation umbenannt.
Mit Oliver & Co. und Arielle, die Meerjungfrau setzte die sogenannte „Disney-Renaissance“ ein. Erstmals wurde hierbei ein Großteil der Szenen mithilfe von Computeranimationen angefertigt, gleichzeitig spielten Musikeinlagen wieder eine wichtige Rolle – während diese in Oliver & Co. zeitgenössisch gehalten sind, markiert Arielle die Rückkehr des Musicals in Disneyfilme. Letzterer Film diente dann auch als Vorlage für alle Disney-Animationsfilme der 1990er: Musikkomödien mit Broadway-Liedern und Actionsequenzen, flankiert durch Cross-Promotion und Merchandising, für alle Altersstufen und jede Art von Publikum gedacht. Animation wurde wieder zu einem wichtigen und lukrativen Geschäftsteil der Disney Company, und die Abteilung wuchs.
Jeffrey Katzenberg, der gemeinsam mit Roy Disney die Animationsstudios leitete, fädelte einen Vertrag mit Pixar ein, durch den die Walt Disney Feature Animation an der Produktion von Toy Story beteiligt wurde und Disney auch die weltweite Distribution übernahm. Die Partnerschaft wurde nach dem Erfolg von Toy Story auf fünf Filme ausgeweitet, Katzenberg jedoch verließ Disney 1994 nach einem Zerwürfnis mit Eisner und Roy Disney. Erneut wurde hier ein großer Rivale „aus dem eigenen Haus“ geschaffen, Katzenbergs DreamWorks Animation sollte Disneys Hauptkonkurrent im Bereich Animationsfilm werden.
Mittlerweile hingen große Bereiche der Disney Company am Erfolg der Animationsfilme: Ausgehend von diesen wurden in den anderen Sparten Merchandising, Disneyland-Attraktionen, Direct-to-Video-Sequels und Fernsehserien produziert. Enttäuschungen wie Pocahontas oder Hercules hatten deshalb Verunsicherung im gesamten Konzern zur Folge. 1999 wurde Thomas Schumacher Präsident der Walt Disney Feature Animation. Er hatte die schwierige Aufgabe, ein Sparprogramm durchzuführen, und verkleinerte die Belegschaft von 2.200 auf knappe 1.200 Mann. Nachdem das handgezeichnete Ein Königreich für ein Lama im Vergleich zu den computeranimierten Dreamworks- bzw. Pixar-Filmen Shrek – Der tollkühne Held und Die Monster AG an den Kinokassen zurückblieb, wurde von vielen Seiten das Ende des klassischen Zeichentricks konstatiert.
Die letzten Erfolge des Studios waren Lilo & Stitch (2002) und Bärenbrüder (2003). Ende des Jahres 2003 wurden die Standorte der Disney Feature Animation sukzessive geschlossen, da sich Eigenproduktionen wie Der Schatzplanet wirtschaftlich als nicht mehr erfolgreich herausgestellt hatten. David Stainton wurde Präsident der Animationsstudios und gab die vollständige Umwandlung in ein CGI-Studio bekannt. Nur noch 600 Angestellte waren beschäftigt, und die traditionelle Animationsausrüstung wurde verkauft. 2004 scheiterten Verhandlungen zwischen Disney und Pixar über eine Verlängerung des Distributionsvertrags. Disney-CEO Eisner hatte darauf beharrt, dass Sequels wie Toy Story 3 im Vertrag nicht als eigene Filme gezählt werden sollten. 2005 erschien mit Himmel und Huhn der erste vollständig computeranimierte Langfilm von Disney Animation. Er war zwar ein finanzieller Erfolg, erhielt jedoch keine allzu guten Kritiken.
Nachdem Michael Eisner Ende 2005 sich von der Konzernspitze zurückgezogen und Robert Iger den Posten übernommen hatte, wurden die Verhandlungen mit Pixar wieder aufgenommen. Am 24. Januar 2006 wurde bekannt gegeben, dass die Walt Disney Company Pixar vollständig übernimmt. Im Zuge des Deals wurden John Lasseter und Edwin Catmull zum künstlerischen Leiter bzw. Direktor sowohl von Walt Disney Feature Animation, darunter DisneyToon Studios, als auch Pixar Animation. Die beiden Sparten bleiben dabei aber strikt getrennt und arbeiten an unterschiedlichen Projekten.
Anfang 2007 verkündete die derzeitige Geschäftsführung der mittlerweile umbenannten Walt Disney Animation Studios die Rückkehr zur traditionellen 2D-Animation. Schon 2006 wurden erste Überlegungen laut, die Zeichentricksparte wiederzubeleben. Disneys Zeichentrickabteilungen, Ausgangspunkt und für viele Herz des Konzerns, wurden 2007 nach vierjähriger Pause wiedereröffnet. Ende 2009 kam mit Küss den Frosch der erste handgezeichnete Animationsfilm seit Die Kühe sind los in die Kinos. Der mäßige finanzielle Erfolg im englischsprachigen Raum wurde dem traditionellen Titel zugeschrieben, weshalb in den folgenden Produktionen das Wort „Prinzessin“ aus dem Titel verbannt wurde. Der bislang letzte handgezeichnete Film ist Winnie Puuh, während die kommerziell erfolgreichen Rapunzel – Neu verföhnt und Die Eiskönigin – Völlig unverfroren komplett computeranimiert wurden. Allerdings lief der Kurzfilm Get a Horse!, der Schwarz-Weiß-Animation im Stil der 1920er mit moderner CGI-Animation verbindet, als Vorfilm zu Die Eiskönigin.
2018 wurde nach Vorwürfen der sexuellen Belästigung gegen Lasseter die Position der künstlerischen Leitung mit Jennifer Lee neubesetzt. Im gleichen Jahr kündigte Catmull an, in Rente zu gehen, neuer Direktor wurde 2019 Clark Spencer.
Im September 2024 wurde Jared Bush neuer künstlerischer Leiter, da sich Jennifer Lee auf die Arbeit an Die Eiskönigin III und Die Eiskönigin IV konzentrieren wolle.

## Filme (Auswahl)

### Spielfilme
Eine vollständige Liste der Spielfilme ist im Artikel Liste der Disney-Filme zu finden.

### 1937–1949
- 1937: Schneewittchen und die sieben Zwerge (Snow White and the Seven Dwarfs)
- 1940: Pinocchio
- 1940: Fantasia
- 1941: Dumbo
- 1942: Bambi
- 1943: Drei Caballeros im Sambafieber (Saludos Amigos)
- 1944: Drei Caballeros (The Three Caballeros)
- 1946: Make Mine Music
- 1947: Fröhlich, Frei, Spaß dabei (Fun and Fancy Free)
- 1948: Musik, Tanz und Rhythmus (Melody Time)
- 1949: Die Abenteuer von Ichabod und Taddäus Kröte (The Adventures of Ichabod and Mr. Toad)

### 1950–1999
- 1950: Cinderella
- 1951: Alice im Wunderland (Alice in Wonderland)
- 1953: Peter Pan
- 1955: Susi und Strolch (Lady and the Tramp)
- 1959: Dornröschen (Sleeping Beauty)
- 1961: 101 Dalmatiner (One Hundred and One Dalmatians)
- 1963: Die Hexe und der Zauberer (The Sword in the Stone)
- 1967: Das Dschungelbuch (The Jungle Book)
- 1970: Aristocats (The Aristocats)
- 1973: Robin Hood
- 1977: Die vielen Abenteuer von Winnie Puuh (The Many Adventures of Winnie the Pooh)
- 1977: Bernard und Bianca – Die Mäusepolizei (The Rescuers)
- 1981: Cap und Capper (The Fox and the Hound)
- 1985: Taran und der Zauberkessel (The Black Cauldron)
- 1986: Basil, der große Mäusedetektiv (The Great Mouse Detective)
- 1988: Oliver & Co (Oliver & Company)
- 1989: Arielle, die Meerjungfrau (The Little Mermaid)
- 1990: Bernard und Bianca im Känguruland (The Rescuers Down Under)
- 1991: Die Schöne und das Biest (Beauty and the Beast)
- 1992: Aladdin
- 1994: König der Löwen (The Lion King)
- 1995: Pocahontas
- 1996: Der Glöckner von Notre Dame (The Hunchback of Notre Dame)
- 1997: Hercules
- 1998: Mulan
- 1999: Tarzan
- 1999: Fantasia 2000

### Ab 2000
- 2000: Dinosaurier (Dinosaurs)
- 2000: Ein Königreich für ein Lama (The Emperor's New Groove)
- 2001: Atlantis – Das Geheimnis der verlorenen Stadt (Atlantis: The Lost Empire)
- 2002: Lilo & Stitch
- 2002: Der Schatzplanet (Treasure Planet)
- 2003: Bärenbrüder (Brother Bear)
- 2004: Die Kühe sind los (Home on the Range)
- 2005: Himmel und Huhn (Chicken Little)
- 2007: Triff die Robinsons (Meet the Robinsons)
- 2008: Bolt – Ein Hund für alle Fälle (Bolt)
- 2009: Küss den Frosch (The Princess and the Frog)
- 2010: Rapunzel – Neu verföhnt (Tangled)
- 2011: Winnie Puuh (Winnie the Pooh)
- 2012: Ralph reichts (Wreck-It Ralph)
- 2013: Die Eiskönigin – Völlig unverfroren (Frozen)
- 2014: Baymax – Riesiges Robowabohu (Big Hero 6)
- 2016: Zoomania (Zootopia)
- 2016: Vaiana (Moana)
- 2018: Chaos im Netz (Ralph Breaks the Internet)
- 2019: Die Eiskönigin II (Frozen II)
- 2021: Raya und der letzte Drache (Raya and the Last Dragon)
- 2021: Encanto
- 2022: Strange World
- 2023: Wish
- 2024: Vaiana 2 (Moana 2)

### Kurzfilme (Auswahl)
- 2012: Im Flug erobert (Paperman)
- 2013: Get a Horse!
- 2014: Liebe geht durch den Magen (Feast)
- 2016: Inner Workings